# Nova Kapela
Nova Kapela (srbsky Нова Капела, maďarsky Újkapela) je vesnice a správní středisko stejnojmenné opčiny v Chorvatsku v Brodsko-posávské župě. Nachází se na úpatí pohoří Požeška gora, asi 18 km jihovýchodně od Nové Gradišky a asi 32 km západně od Slavonského Brodu. V roce 2011 žilo v Nové Kapele 907 obyvatel, v celé opčině pak 4 227 obyvatel.
Součástí opčiny je celkem dvanáct trvale obydlených vesnic. Ačkoliv je střediskem opčiny vesnice Nova Kapela, jejím největším sídlem je Batrina.
- Batrina – 1 005 obyvatel
- Bili Brig – 272 obyvatel
- Donji Lipovac – 248 obyvatel
- Dragovci – 362 obyvatel
- Gornji Lipovac – 88 obyvatel
- Magić Mala – 398 obyvatel
- Nova Kapela – 907 obyvatel
- Pavlovci – 40 obyvatel
- Seoce – 284 obyvatel
- Siče – 306 obyvatel
- Srednji Lipovac – 302 obyvatel
- Stara Kapela – 15 obyvatel

Opčinou prochází státní silnice D49 a župní silnice Ž4100, Ž4158, Ž4182, Ž4183 a Ž4184. Nedaleko též prochází dálnice A3.